# Lilla Brunnsgylet
Lilla Brunnsgylet är en sjö i Karlshamns kommun i Blekinge och ingår i Mieåns huvudavrinningsområde. Sjön är 10 meter djup, har en yta på 0,0182 kvadratkilometer och är belägen 80 meter över havet.